# 四原因説

食卓を例として図式化したアリストテレスの四原因説: 質料因 (木材), 形相因 (意匠), 作用因 (大工仕事), 目的因 (食事).

四原因説（しげんいんせつ、英: Four causes）とは、アリストテレスが自著『自然学』の中で論じた、自然学は現象についてその4種類の原因（希: αἴτιον、アイティオン）を検討すべきであるとする説である。この自然学を第二哲学とするのに対し、第一哲学として存在一般とその原理・原因を研究する『形而上学』でも四原因は序論で説かれ、アリストテレス哲学の基礎概念となっている。四因説、四因論とも。

## 構成
アリストテレスの言う4種の原因とは即ち、
- 質料因（羅: causa materialis）[1]:存在するものの物質的な原因
  - 例:10円玉の質料は青銅

- 形相因（羅: causa formalis）[1]:そのものが「何であるか」 を規定するもの
  - ピタゴラス的な考え方を元にしている
  - 実体的形相:そのものをそのものたらしめている原因
  - 附帯的形相:そのものに特定の性質を与える原因
  - 例:人間の実体的形相は魂、鼻の高さ、髪の色などは附帯的形相

- 作用因（羅: causa efficiens）[1]:そのものの運動変化の原因
  - ヘラクレイトスの考え方を意識
  - 例:生物の場所的運動の原因は魂、物体の運動の原因は動かすもの

- 目的因（羅: causa finalis）[1]:そのものが存在し、運動変化する目的
  - 例:人間の活動の目的は幸福になること

家を例にすると、家を造る石や木等の建築材料は質料因、設計デザイン・家屋の構造は形相因、家を造る主体たる建築家（大工）ないし作業は作用因であり、居住のために造られるという目的が目的因であるが、家の構造としての形相はまた建築の目標となるものであるから目的因でもある。
「存在と生成」の二元論からすると、質料因・形相因が存在の原因であり、作用因・目的因が生成の原因である。

## 内容

### 質料因
『自然学』第二巻第三章では次のように記述されている。
例えば、焼きそばの質料因は、生麺や豚肉など、焼きそばの材料を指す。質料も参照のこと。

### 形相因
『自然学』第二巻第三章では次のように記述されている。
焼きそばの形相因は、「焼きそば」の本質、人が食べるものである。料理人が焼きそばを作る場合、その料理人の頭の中にある「焼きそば」の概念が形相因である。形相も参照のこと。
形相因と質料因は、「焼きそばとはなんなのか」の問いに答えるものである。

### 作用因
新たな結果・成果を産出する意味での作用因causa efficiens（作出因、起成因、causa factivaとも訳す）は、特に運動の原因としては「起動因」causa movensと呼び「機動因」「始動因」「運動因」「動因」「動力因」等とも訳す。
『自然学』第二巻第三章では次のように記述されている。
焼きそばの作用因は、「焼きそばがここにある原因」、つまり料理人による実際の「調理」そのものを指す。現在「原因」と言った場合、多くこれを指す。

### 目的因
『自然学』第二巻第三章では次のように記述されている。
焼きそばの目的因は、「焼きそばがここにある目的」、つまり「空腹を満たすため」「売り物にするため」などの目的を指す。作用因と目的因は、「なぜ焼きそばがそこにあるのか」の問いに答えるものである。

## 影響
ラテン中世のスコラ学（中世哲学）でアリストテレス哲学が権威（論拠）となると、その著『形而上学』にしたがって、神が「不動の動者」（第一原因）として論じられた。即ち存在論上すべての存在者を可能態から現実態へ生成させる始源であり、アリストテレスにとって神は質料を含まぬ純粋形相でありかつあらゆるものがそれへ向ってゆく目的としての純粋現実態であったが、トマス・アクィナスらのキリスト教神学では世界万物を存在せしめた創造者が神であるという前提からして作出因の面も強調される。
近世のスコラ哲学において、フランシスコ・スアレスの影響が大きく、その『形而上学討論集』（1595年）では四原因論の解説における作用因の中核化が見られる。17世紀オランダのアドリアン・ヘーレボールト（Heereboord）らによれば、質料因と形相因とが内的原因(causa interna) ないしは内在原因(causa intrinseca) に、目的因と作用因とが外的原因(causa externa)ないし外在原因(causa extrinseca) に割り振られた。スピノザはこの分類図式を踏襲しつつ組み替えた。スピノザ著『エチカ』は目的因を認めず、その第一部附録で原因であるものを結果と見なし結果であるものを原因と見なす顛倒であると難じ、第四部序言で目的原因とは実際には作用因であるところの衝動だと断じている。
四原因は事物の構成と変化との両方を含み、構成の階層軸に形相因と質料因、変化の時間軸に作用因と目的因を置いたとも見られ、それぞれ存在論的因果性、時間的因果性とも呼ばれる。経験科学が発展し反スコラ的気運が高まる中で、いずれの軸も二原因から一方だけ取り上げられ、時間軸からは目的因が、階層軸からは形相因が排除されていった。つまり、しばしば一つに融合されがちだった形相因と目的因とが共に却けられ、目的論から因果論への移行が促された。理由の説明はWhyでなくHowで問うべきとされ、「なぜ」という問いが「何のために」（＝目的。スコラ哲学のpropter quid）の意味に解されやすいのを避けたわけである。質料因については、非アリストテレス的な近代的世界観では物質と同視されるようになり、それは本質的に変化を受けるものであるから原因としては言わずもがなのことと考えられ、探求に価するのは作用因のみと見なされた。
近代科学では古典的な四原因説は批判され、諸原因の作用因への一元化が進んだ。形相因・目的因は形而上学に属し自然学は質料因・作用因を扱うべきであると言うのが、フランシス・ベーコン『学問の尊厳と進歩』（1623年）の学問分類であった。デカルトは、自然学においては作用因のみを研究すべきであることを主張した。デイヴィッド・ヒュームは『人間本性論』（1739年）で因果性の種類区別を否定している。
しかし科学史家トーマス・クーンの見る所では、ガリレオやケプラーらの機械論的力学に始まって他領域に拡がった数学的な形式化（formulation）が展開されるにつれ、例えば運動の規則性が方程式という公式（formula）で示されるように形相（form）から結果が導出されることとなり、再びアリストテレス流の形相因による説明と――「実質的にではないが構造的に」――類似するに至っている。